# 樊学镇
樊学镇，是中华人民共和国陕西省榆林市定边县下辖的一个乡镇级行政单位。

## 行政区划
樊学镇下辖以下地区：
白狼岔村、樊学村、焦掌村、李庄科村、刘天池村、马北掌村、马坊掌村、乔要先村、寺沟村、田尔台村、张沟村、张山村、王盘山村、阎庄村、邵梁村、高伙场村、黄羊墩村、孟嘴村、刘湾村和宋山村。